# ラ・ブレア・タールピット
座標: 北緯34度3分46.18秒 西経118度21分21.57秒 / 北緯34.0628278度 西経118.3559917度

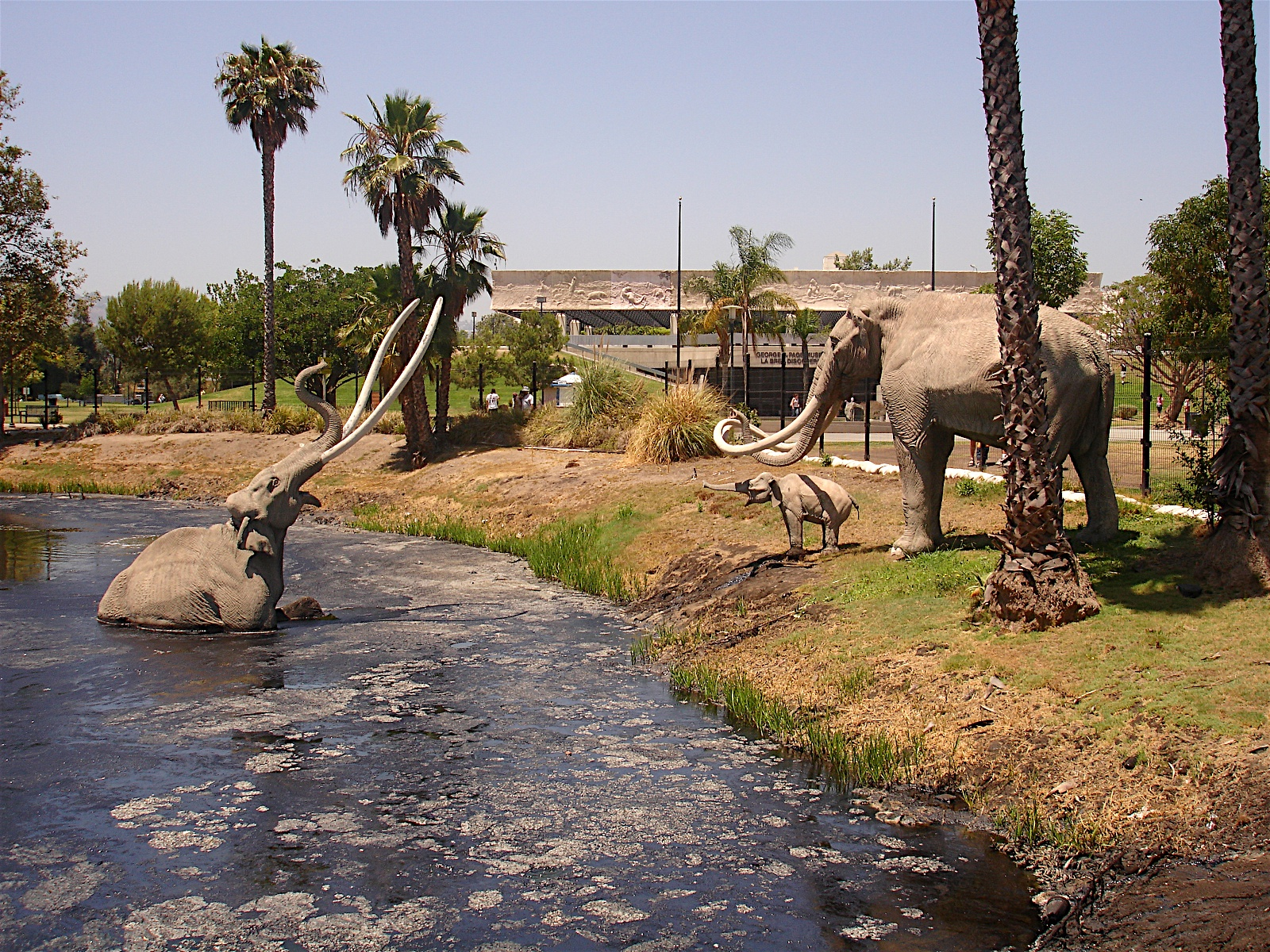
タールピットとマンモスの模型。背後は博物館

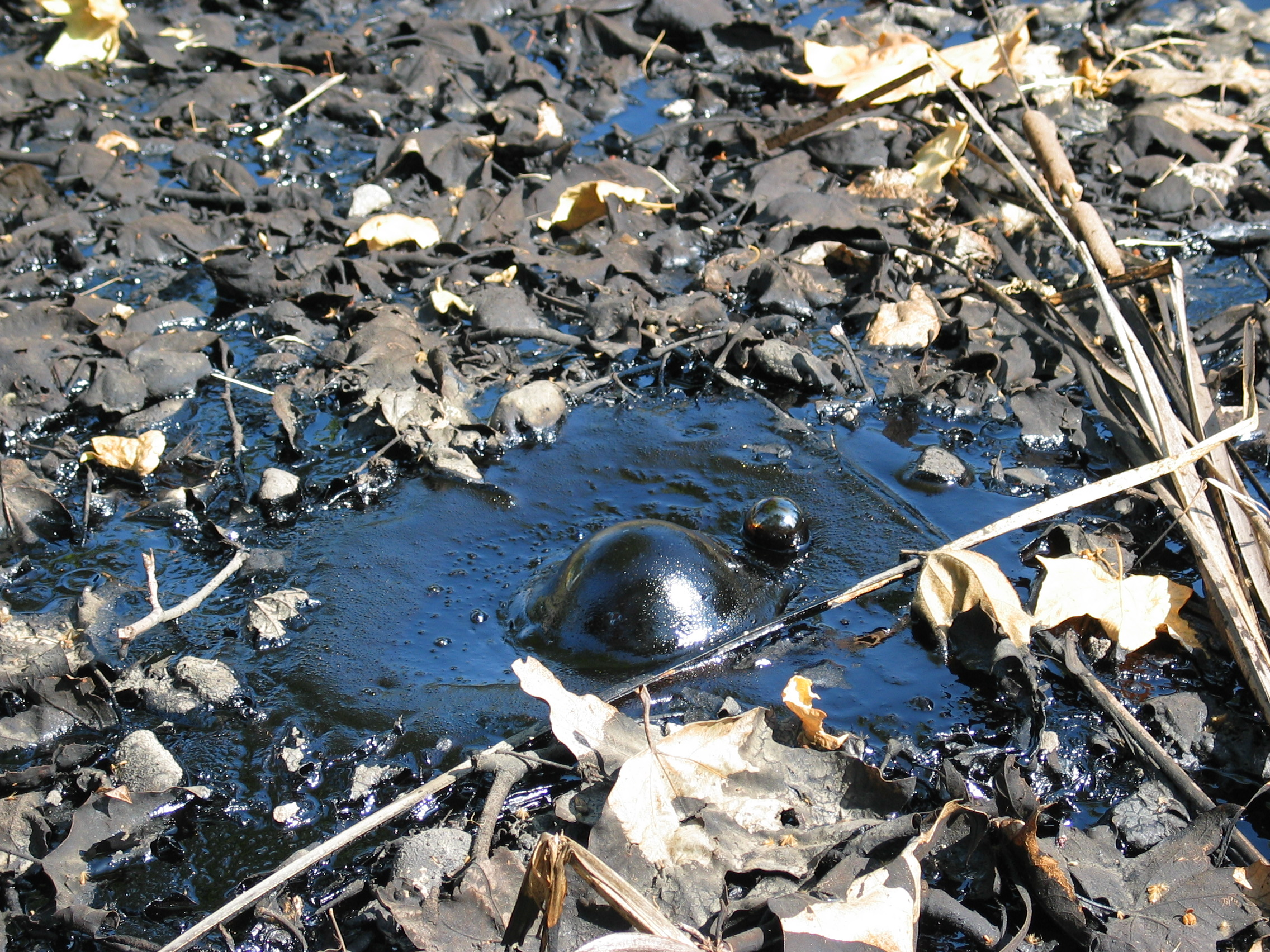
メタンガスがアスファルトの泡をつくる

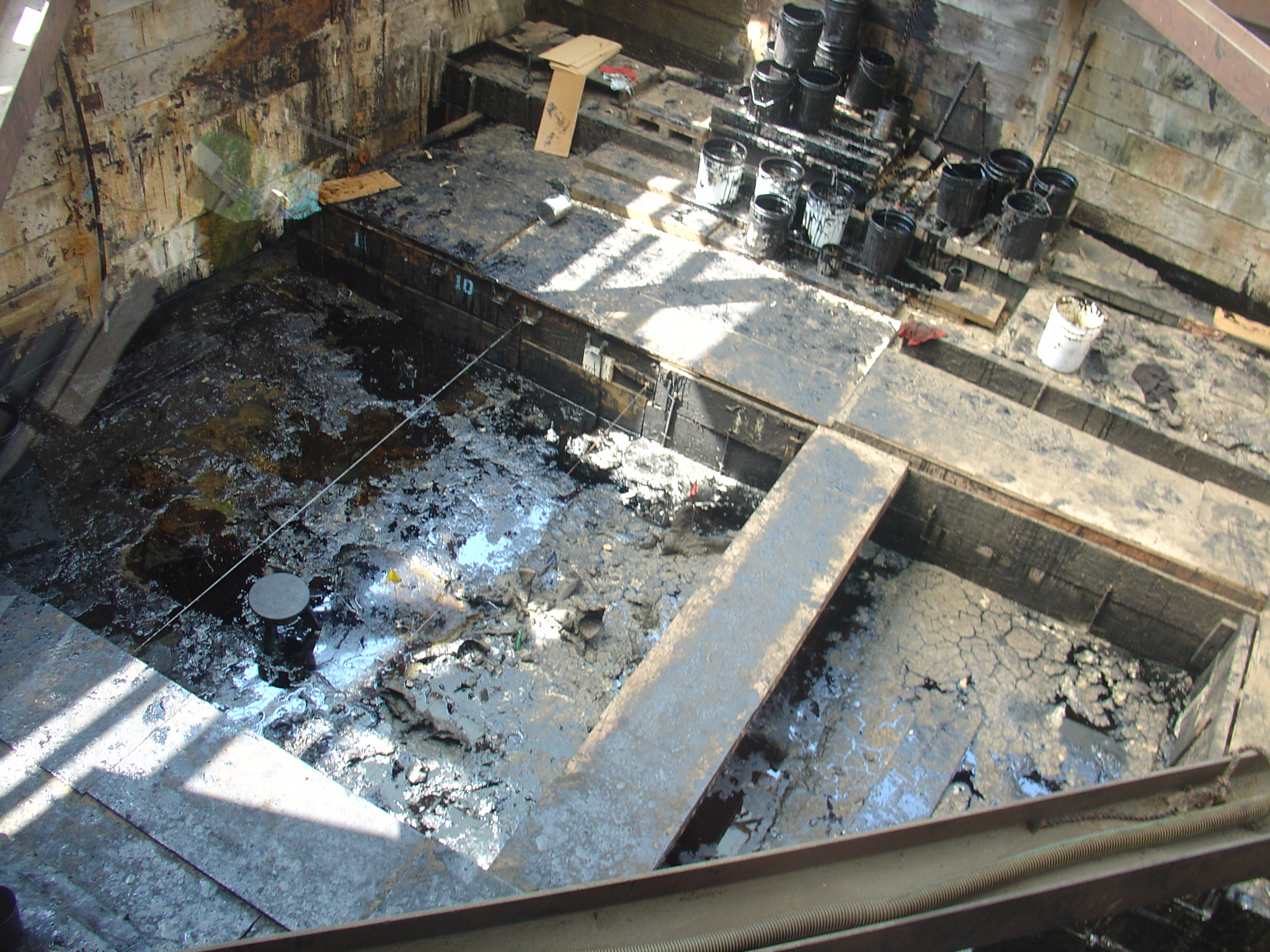
2008年の地下タールピット発見現場

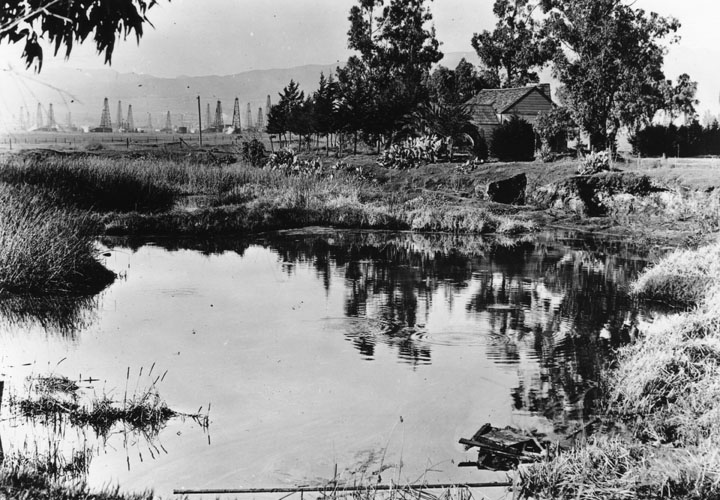
1910年当時のラ・ブレア、遠くに油田の採掘櫓が見える

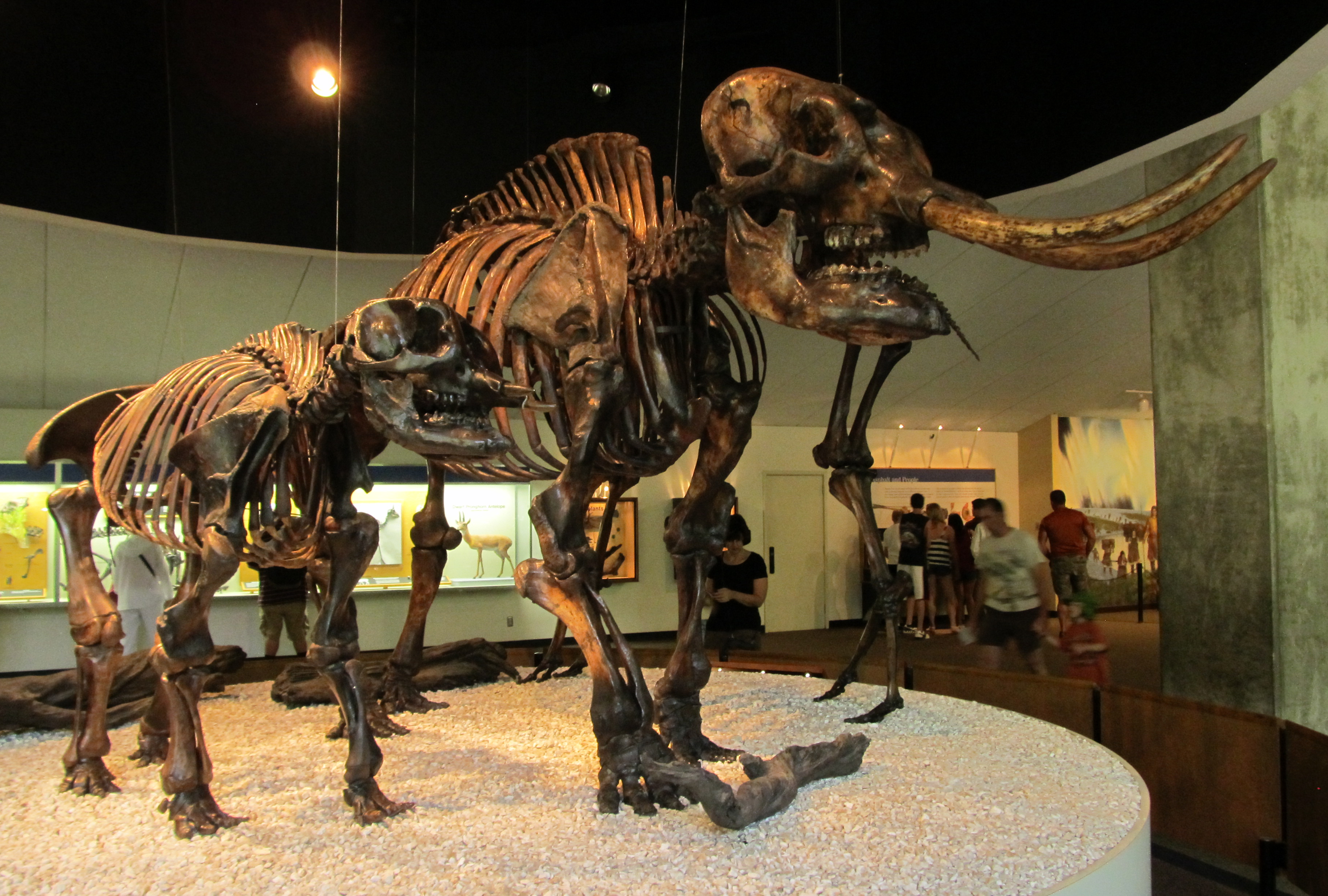
発掘されたマストドンの化石

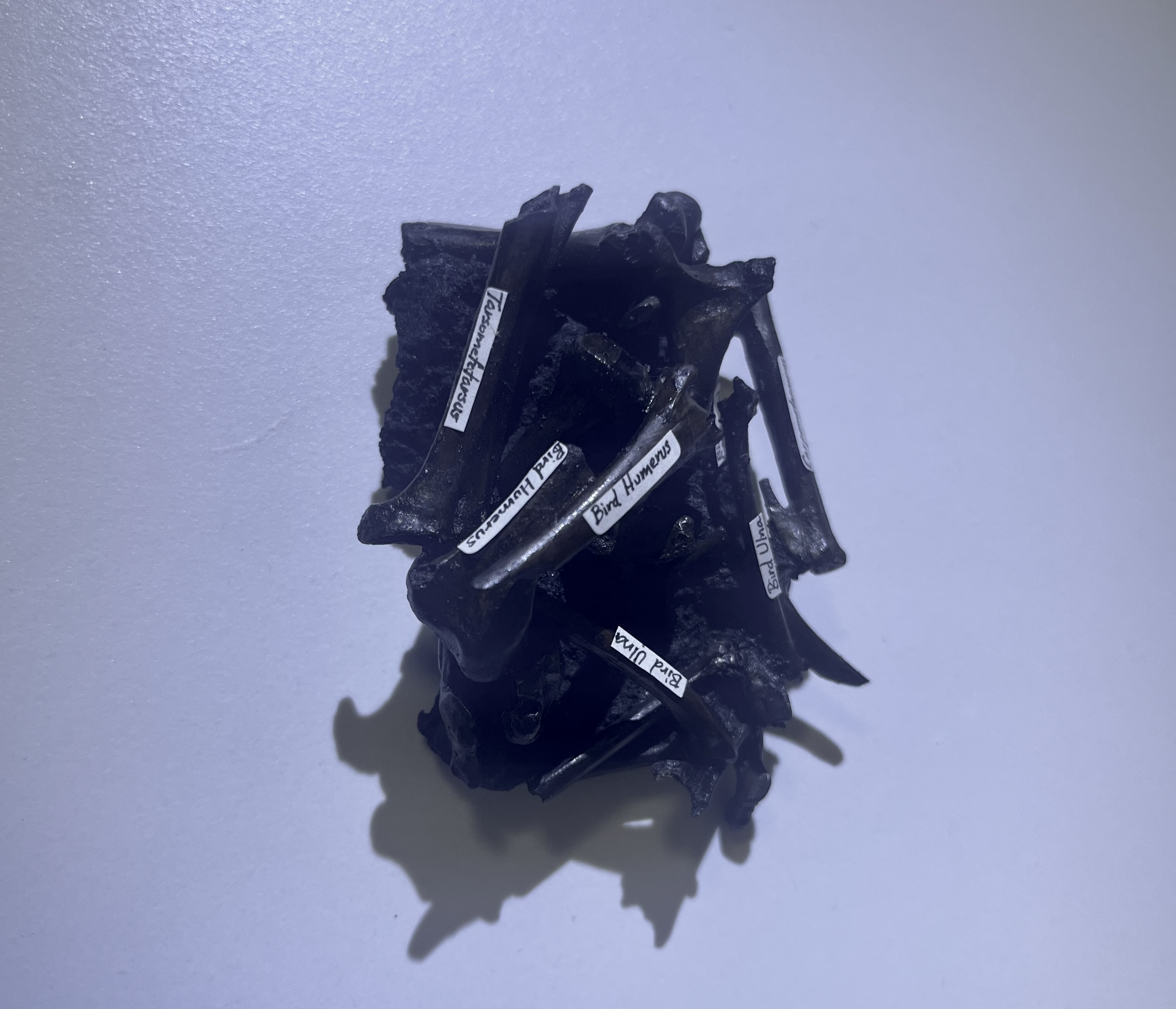
発掘された鳥類の化石

ラ・ブレア・タールピッツ (La Brea Tar Pits) は、アメリカ合衆国のカリフォルニア州ロサンゼルス市内に所在する天然アスファルトの池である。その数は100に上り、1915年以降にハンコック公園として保存され、保存に貢献した実業家ジョージ・C・ペイジを記念した博物館にタールピットで発見された動植物などが陳列されている。1963年にはアメリカ合衆国国定自然地域に登録された。

## 概要
この地は、1828年、メキシコ政府の払い下げ地「ランチョ・ラ・ブレア」（スペイン語でタールの牧場の意）の一部となった。
ラ・ブレアでは、近くのソルトレイク油田から地下の断層を伝って地表に到達した石油の軽質分が蒸発し、一緒に出てきた水の作用で重質の天然アスファルトが生成されると共に、石油から分解されたメタンガスも湧き出している。
タールピットの表面は水に覆われ、この水を求めて太古の動物たちが集まり、溺れてタールに閉じ込められた。科学的年代測定で最古の動物は3万8千年前のものと分かった。9千年前の女性の骨も1体見付かっている。

## 化石の発見
ピットに関する最初の記録は1769年のスペイン人探検家によるもので、多数の池からタールと水が泉のように噴き出ていた。タールにまみれた動物の骨も見付かっていたものの、現地で動物の骨は珍しくないことから長年注目されていなかった。1875年、ランチョ所有者のHenry Hancockが剣歯虎の歯をBoston Society of NaturalのWilliam Dentonに寄贈したことから古生物の化石があることが判明した。Dentonの調査により、ウマや鳥の化石も発見されている。